# Valle del Aceniche
El Valle del Aceniche es un paraje situado entre los municipios de Bullas y Cehegín (Región de Murcia, España), declarado de interés paisajístico natural por su belleza y valor ecológico. 

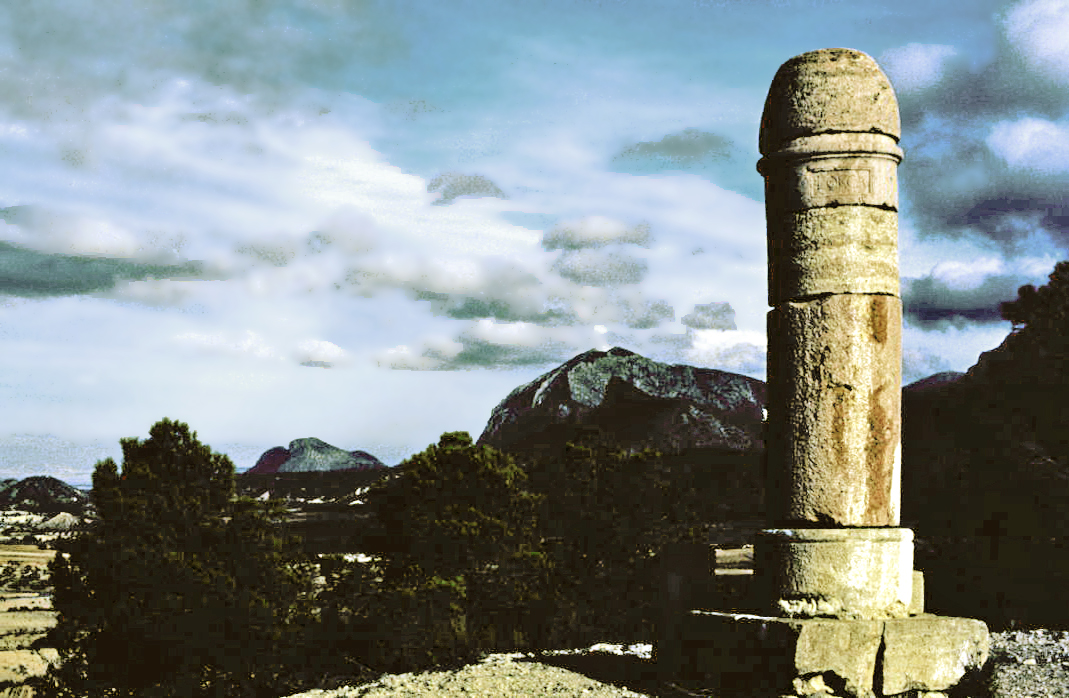
Mojón que delimita los municipios de Lorca, Mula y Cehegín.

Cubierto de viñedos y rodeado por densos pinares de las sierras de la Lavia, Ceperos, Ponce y Cambrón, el Valle del Aceniche posee un microclima excepcional, con una pluviometría en torno a los 450 mm, uno de los más altos de la Región de Murcia, veranos calurosos y fríos inviernos, dándose una alta amplitud térmica entre el día y la noche durante el periodo de maduración final de la uva, lo que confiere a sus caldos unas características particulares muy apreciadas. 
Al final del valle se encuentra el Puerto del Aceniche donde se encuentra un Mojón de piedra del siglo XVIII de tres metros de alto y noventa centímetros de ancho, en el que confluyen los términos municipales de Cehegín, Mula y Lorca.
- Datos: Q6159197